# Veintisiete mártires ucranianos
Veintisiete mártires ucranianos (1935-1973) son un grupo de víctimas beatificadas por el papa Juan Pablo II, producto de la persecución religiosa llevada a cabo desde el 1 de septiembre de 1939 por el pacto Molotov-Ribbentropp y la República Socialista Soviética de Ucrania contra la Iglesia católica y su comunidad greco-católica rutena, y hasta la caída del comunismo en 1989. Los nuevos beatos eran 9 obispos, 14 sacerdotes, 3 religiosas y un laico padre de familia; entre ellos 4 misioneros redentoristas;el obispo Teodor Romzha, el sacerdote Omelián Kovch y 25 compañeros más.

## Contexto histórico
La República Socialista Soviética de Ucrania se estableció el 10 de marzo de 1919. En la década de 1920, los bolcheviques eliminaron a sus oponentes e impusieron la ideología soviética. Las religiones fueron rápidamente proscritas y motivo de persecución religiosa. Durante la Segunda Guerra Mundial de 1941 a 1944, la Iglesia fue sacudida por la ocupación nazi. Al finalizar la Guerra, en 1946, Iósif Stalin unió la Iglesia greco-católica rutena a la Iglesia Ortodoxa Rusa, que a su vez estaba bajo el control del Partido Comunista. Todas las comunidades católicas que no se han unido al Patriarcado Ortodoxo fueron prohibidas. Estos mártires, murieron para permanecer fieles a la tradición católica y al Papa con sede en Roma. 

## Beatificación y canonización
Fue en 1996, después de la caída de la Unión Soviética, cuando la causa de beatificación y canonización de los mártires fue introducida y dirigida por la diócesis greco-católica de Lviv (Leópolis) y fue trasladada a Roma, para ser estudiada allí por la Congregación para las Causas de los Santos.
El 24 de abril de 2001, Papa Juan Pablo II reconoce que estas veintisiete personas murieron in odium fidei, lo que las convierte en mártires, y firma el decreto de beatificación. Se celebra en Lviv durante la visita pastoral del Papa el 27 de junio según los veinticinco mártires del rito bizantino. Memoria litúrgica fijada para el 27 de junio.

## Mártires
| N.º | Nombre               | Fechas    | Función                                                                     | Circunstancias de su muerte |
| --- | -------------------- | --------- | --------------------------------------------------------------------------- | --- |
| 1   | Leonide Feodoroff    | 1879-1935 | Exarca de la Iglesia greco-católica rusa                                    | Muere en el Gulag de las islas Solovky                                                                                               |
| 2   | Nikola Konrad        | 1876-1941 | Sacerdote, párroco de Stradch                                               | Asesinado por los bolcheviques en su parroquia                                                                                       |
| 3   | Volodymyr Pryjma     | 1906-1941 | laico, padre de familia                                                     | Asesinado por los bolcheviques |
| 4   | Andrij Ishchak       | 1887-1941 | sacerdote , pastor de Sykhiv                                                | Asesinado por los bolcheviques en su parroquia                                                                                       |
| 5   | Severian Baranyk     | 1889-1941 | Igumen del monasterio de Krekhiv                                            | Muerte en prisión |
| 6   | Jakym Senkivsky      | 1896-1941 | Igumen del monasterio de Drohobych                                          | Muerte en prisión |
| 7   | Zenon Kovalyk        | 1903-1941 | Sacerdote redentorista, párroco en Volyn                                    | Muerte en prisión de Brihidchy, crucificado contra una pared de un corredor.                                                         |
| 8   | Omeljan Kovč         | 1884-1944 | Sacerdote                                                                   | Murió en el campo de concentración de Majdanek                                                                                       |
| 9   | Tarsykiya Matskiv    | 1919-1944 | Monja del Instituto de las Siervas de María Inmaculada                      | Asesinada por los rusos durante la invasión de su convento                                                                           |
| 10  | Hryhoriy Khomyshyn   | 1867-1945 | Obispo de Stanislasviv                                                      | Muere en prisión |
| 11  | Vitalij Bajrak       | 1907-1946 | Igumen del monasterio de Drohobych                                          | Muerte en prisión |
| 12  | Teodor Rhomzha       | 1911-1947 | Obispo de Mukachevo                                                         | Víctima de un "accidente" (que parece ser un intento de asesinato disfrazado) y luego envenenado                                     |
| 13  | Josaphat Kocylovskyj | 1876-1947 | Obispo de Przemysl                                                          | Muere en prisión |
| 14  | Nicetas Budka        | 1877-1949 | Obispo misionero en Canadá y luego obispo auxiliar de Lviv                  | Murió en el campo de concentración de Karaganda                                                                                      |
| 15  | Roman lysko          | 1914-1949 | Sacerdote                                                                   | Muere en prisión (amurallado vivo)                                                                                                   |
| 16  | Hryhory Lakota       | 1883-1950 | Obispo auxiliar de Przemysl                                                 | Muerte en prisión |
| 17  | Nikola Cehelskyj     | 1896-1951 | Sacerdote, pastor de Soroko                                                 | Muerte en un Gulag en Moravia |
| 18  | Klymentiy Sheptytsky | 1869-1951 | Igumen del monasterio de la Univ                                            | Muerte en prisión |
| 19  | Olympia Bidà         | 1903-1952 | Monja superiora del convento Kheriv de las Hermanas de San José de Cracovia | Muerto en un Gulag en Siberia en Kharsk, cerca de Tomsk                                                                              |
| 20  | Leukadia Herasymiv   | 1911-1952 | Monja de las Hermanas de San José de Cracovia                               | Muerto en un Gulag en Siberia en Kharsk, cerca de Tomsk                                                                              |
| 21  | Ivan Ziatik          | 1899-1952 | Sacerdote redentorista, vicario general de la Iglesia greco-católica rutena | Muerte por violenta paliza, en Ozerlag, Gulag.                                                                                       |
| 22  | Petro Verhun         | 1890-1957 | Obispo de ucranianos en Alemania                                            | Muerte en un Gulag, Siberia |
| 23  | Nikola Carneckyj     | 1884-1959 | Sacerdote redentorista, obispo de Volyn y Pidlassia                         | Encarcelado durante 11 años donde sufrió diversas torturas. Es liberado en estado grave y muere cuatro años después                  |
| 24  | Oleska Zaryckyj      | 1912-1963 | Administrador apostólico en Kazajstán y Siberia                             | Murió en el campo de concentración de Karaganda                                                                                      |
| 25  | Simeon Lukac         | 1893-1964 | Obispo clandestino                                                          | Muere en prisión |
| 26  | Vasyl Velychkovsky   | 1903-1973 | Sacerdote redentorista, obispo clandestino                                  | Encarcelado durante 10 años y luego nuevamente durante 3 años. Liberado en estado crítico de salud, se exilió en Canadá donde murió. |
| 27  | Ivan Slezyuk         | 1896-1973 | Obispo auxiliar de Stanislaviv                                              | Encarcelado en Gulag durante cuatro años y luego encarcelado otros cinco años más, murió enfermo y agotado tras su liberación.       |